# 서울특별시의 마천루 목록

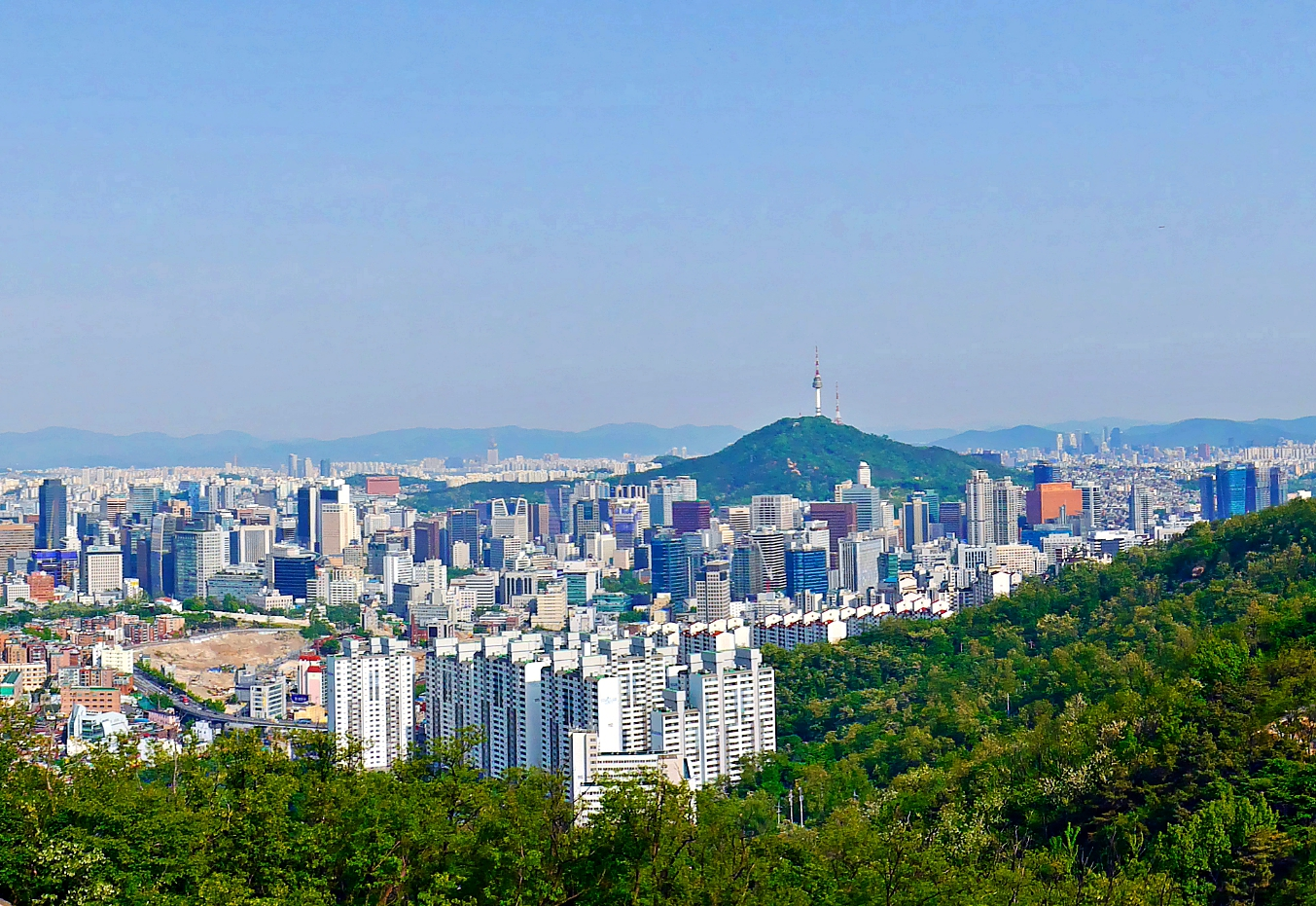
서울특별시의 풍경이다.

대한민국의 수도 서울특별시의 마천루 목록이다. 이 도시에서 가장 높은 마천루는 2017년에 개장된 롯데월드타워(123층, 555m)이다. 대한민국의 「초고층 및 지하연계 복합건축물 재난관리에 관한 특별법」에 따르면 '초고층 건축물' 이란 층수가 50층 이상 또는 높이가 200m 이상인 건축물을 말한다.
가장 높은 건물은 4개의 서로 다른 위치에 집중되어 있다. 기존의 시내 중심 종로에, 현대의 비즈니스 및 금융지구 강남과 함께 테헤란로 사이 강남역과 코엑스 복잡의 섬, 여의도 소재 부유한 금융 및 정치의 중심이 있고 도곡동에 위치한 타워팰리스 등 주거 지역이 있다.
서울을 중심으로 한 산으로 산으로 둘러싸인 계곡에 위치한 남산이 있다. 남산 꼭대기에는 서울의 상징적인 이미지로 간주되는 남산타워가 있으며 거의 모든 도시에서 볼 수 있다. 이 시선을 유지하기 위해 많은 개발자가 건물 높이 제한을 설정해야 했다. 대한민국 공군과 미국 공군이 강조하는 국가 안보를 이유로 건물 높이에 관한 엄격한 법률이 적용된다.
가장 오랫동안 최고층 빌딩의 자리를 지킨 것은 1983년부터 2002년까지 서울 최고층 빌딩의 자리를 지킨 63빌딩이다. 63빌딩은 1980년에 착공하여 1983년에 완공된 후 1985년 7월 27일에 개장하였다. 북아메리카를 제외했을 때 세계에서 가장 높은 빌딩이었으며, 1987년 싱가포르에 OUB 센터가, 1990년 홍콩에 중국은행 타워가 건설되기 전까지는 아시아에서 제일 높은 빌딩이었다.

## 역사
1968년에 착공하여 1969년에 완공된 한진빌딩(23층, 82m)이 완공되었다. 김두식 회장이 설립한 삼미그룹의 모태인 대일목재공업이 1968년 사옥건물을 짓기 시작해 1970년 서울특별시 종로구에 완공된 건물이 삼일빌딩(31층, 114m)이다. 같은 해에는 정부서울청사(19층, 84m)가 완공되었다. 1979년에는 롯데호텔 서울(38층, 138m)이 완공되었다. 1980년에는 여의도 강변에 우뚝 선 63빌딩(60층, 249m)은 착공된다. 지상 60층, 지하 3층의 63층이었지만 당시로서는 미국 대륙을 제외하고는 그 이상 높은 빌딩이 없던 시절이었고 63빌딩(60층, 249m)은 1985년에 개장을 하였다. 1987년에는 여의도에 위치한 LG트윈타워(34층, 143m)가 완공되고 1988년에는 63빌딩(60층, 249m)보다 낮은 건물인 강남구의 트레이드 타워(54층, 228m), 1999년에는 종로타워(24층, 133m)가 완공되었다.
2001년에는 200m 이상의 강남 파이낸스 센터(45층, 204m)가 완공되고 2003년에는 목동 하이페리온(69층, 256m), 2004년에는 대한민국에서 가장 높은 아파트인 삼성 타워팰리스 3차(69층, 264m)가 완공되었다. 이는 서울특별시에서 가장 높은 아파트라고 한다. 2007년에는 삼성타운(A동 34층, 150m, B동 32층, 150m, C동 44층, 200m)이 완공되었다.
2010년에는 서울특별시에 마천루들이 들어서고 있다. 대. 대.. 대...대. 대, 그리고 서울특별시 곳곳에는 공사중인 마천루들이 있는데 완공할 수가 있다. 2012년에는 63빌딩(60층, 249m)보다 높은 서울 제3국제금융센터(55층, 285m), 2013년에는 63빌딩(60층, 249m)보다 낮은 전경련회관(51층, 245m)이 완공되었다. 제2롯데월드는 1987년에 추진한 빌딩이므로 디자인을 몇 년이 지나도 바꾸고 2009년에 착공에 들어갔다. 2016년 12월에 롯데월드타워(123층, 555m)가 완공되었고대. 2020년에는 300m 이상 건축물의 메가톨 빌딩인 여의도 파크원 타워(A동 69층, 333m) 등 3개 건물이 완공되었다. 2026년에는 글로벌비즈니스센터가 완공될 예정이었으나 계획이 변경되었다.

## 파노라마

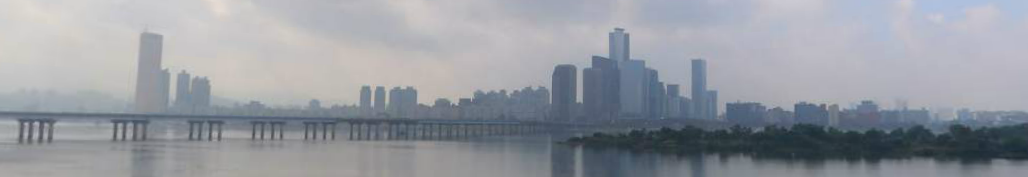
서울특별시 영등포구 여의도의 파노라마.

## 마천루 순위
본 목록은 완공이 되었거나 상량식을 끝낸 150m 이상의 마천루이다.
| 순위 | 이름                                    | 사진 | 위치              | 높이 | 층수  | 완공 연도 | 비고                                                                                              |
| ---- | --------------------------------------- | ---- | ----------------- | ---- | ----- | --------- | ------------------------------------------------------------------------------------------------- |
| 1    | 롯데월드타워                            |      | 송파구 신천동     | 555m | 123층 | 2017년    | 현재 서울에서 가장 높은 마천루이다.                                                               |
| 2    | 파크원 타워 A동                         |      | 영등포구 여의도동 | 333m | 69층  | 2020년    | 북한의 류경호텔보다 3m 더 높고, 여의도에서 가장 높다.                                             |
| 3    | 서울국제금융센터 C동                    |      | 영등포구 여의도동 | 279m | 55층  | 2012년    | 파크원 타워 완공 이전까지 여의도에서 가장 높은 마천루였다.                                        |
| 4    | 삼성 타워팰리스 3차 G동                 |      | 강남구 도곡동     | 264m | 69층  | 2004년    | 63빌딩보다 높은 삼성 타워팰리스 3차가 2004년에 완공되어 서울특별시에서 가장 높은 마천루가 되었다. |
| 5=   | 파크원 타워 B동                         |      | 영등포구 여의도동 | 256m | 53층  | 2020년    | [ 13 ] [ 14 ] [ 15 ]                                                                              |
| 5=   | 목동 하이페리온 101동                   |      | 양천구 목동       | 256m | 69층  | 2003년    | [ 16 ] [ 17 ] [ 18 ]                                                                              |
| 7    | 63빌딩                                  |      | 영등포구 여의도동 | 249m | 63층  | 1985년    | 여의도의 마천루 중 거의 유일하게 전망대가 갖추어져 있다.                                          |
| 8    | 전경련회관                              |      | 영등포구 여의도동 | 245m | 51층  | 2013년    | [ 22 ] [ 23 ] [ 24 ]                                                                              |
| 9    | 목동 하이페리온 102동                   |      | 양천구 목동       | 239m | 59층  | 2003년    | [ 25 ] [ 26 ] [ 27 ]                                                                              |
| 10   | 삼성 타워팰리스 1차 B동                 |      | 강남구 도곡동     | 234m | 66층  | 2002년    | [ 28 ] [ 29 ] [ 30 ]                                                                              |
| 11   | 트레이드 타워                           |      | 강남구 삼성동     | 229m | 54층  | 1988년    | [ 31 ] [ 32 ] [ 33 ]                                                                              |
| 12=  | 청량리역 롯데캐슬 SKY-L65 D동           |      | 동대문구 전농동   | 226m | 65층  | 2023년    | [ 34 ]                                                                                            |
| 12=  | 청량리역 롯데캐슬 SKY-L65 B동           |      | 동대문구 전농동   | 226m | 65층  | 2023년    | [ 35 ]                                                                                            |
| 14   | 청량리역 롯데캐슬 SKY-L65 A동           |      | 동대문구 전농동   | 223m | 64층  | 2023년    | [ 36 ]                                                                                            |
| 15   | TP타워                                  |      | 영등포구 여의도동 | 220m | 42층  | 2024년    | [ 37 ]                                                                                            |
| 16   | 청량리역 롯데캐슬 SKY-L65 C동           |      | 동대문구 전농동   | 219m | 63층  | 2023년    | [ 38 ]                                                                                            |
| 17=  | 삼성 타워팰리스 1차 C동                 |      | 강남구 도곡동     | 209m | 59층  | 2002년    | [ 39 ] [ 40 ] [ 41 ]                                                                              |
| 17=  | 삼성 타워팰리스 1차 A동                 |      | 강남구 도곡동     | 209m | 59층  | 2002년    | [ 42 ] [ 43 ] [ 44 ]                                                                              |
| 17=  | 강남 파이낸스 센터                      |      | 강남구 역삼동     | 206m | 45층  | 2001년    | [ 45 ] [ 46 ] [ 47 ]                                                                              |
| 20   | 래미안 첼리투스 101동                   |      | 용산구 이촌동     | 202m | 56층  | 2015년    | 현존하는 한강변 주거용 건물들 중 가장 높은 마천루이다.                                            |
| 21=  | 트리마제 101동                          |      | 성동구 성수동     | 201m | 46층  | 2017년    | [ 51 ] [ 52 ] [ 53 ]                                                                              |
| 21=  | 트리마제 102동                          |      | 성동구 성수동     | 201m | 46층  | 2017년    | [ 54 ] [ 55 ] [ 56 ]                                                                              |
| 21=  | 목동 하이페리온 103동                   |      | 양천구 목동       | 201m | 54층  | 2003년    | [ 57 ] [ 58 ] [ 59 ]                                                                              |
| 24=  | 삼성전자 빌딩                           |      | 서초구 서초동     | 200m | 44층  | 2007년    | C동은 삼성전자 빌딩이다.                                                                          |
| 24=  | 콘래드 서울 호텔                        |      | 영등포구 여의도동 | 200m | 37층  | 2012년    | 서울국제금융센터 주변에 있다.                                                                     |
| 24=  | 아크로 서울 포레스트 A동                |      | 성동구 성수동     | 200m | 49층  | 2021년    | [ 66 ] [ 67 ]                                                                                     |
| 24=  | 아크로 서울 포레스트 B동                |      | 성동구 성수동     | 200m | 49층  | 2021년    | [ 68 ] [ 69 ]                                                                                     |
| 28   | 삼성동 아이파크 타워 사우스윙동         |      | 강남구 삼성동     | 199m | 46층  | 2004년    | [ 70 ] [ 71 ] [ 72 ] [ 73 ]                                                                       |
| 29   | 삼성동 아이파크 타워 웨스트윙동         |      | 강남구 삼성동     | 197m | 46층  | 2004년    | [ 74 ] [ 75 ] [ 76 ] [ 73 ]                                                                       |
| 30=  | 더클래식500 A동                         |      | 광진구 자양동     | 196m | 50층  | 2009년    | [ 77 ] [ 78 ] [ 79 ]                                                                              |
| 30=  | 더샵스타시티 A동                        |      | 광진구 자양동     | 196m | 58층  | 2006년    | [ 80 ] [ 81 ] [ 82 ]                                                                              |
| 32   | 청량리 동부청과 한양수자인 101동        |      | 동대문구 전농동   | 192m | 59층  | 2023년    | [ 83 ]                                                                                            |
| 33=  | 삼성 타워팰리스 2차 E동                 |      | 강남구 도곡동     | 191m | 55층  | 2003년    | [ 84 ] [ 85 ] [ 86 ]                                                                              |
| 33=  | 삼성 타워팰리스 2차 F동                 |      | 강남구 도곡동     | 191m | 55층  | 2003년    | [ 87 ] [ 88 ] [ 89 ]                                                                              |
| 35=  | 프라임센터                              |      | 광진구 구의동     | 189m | 39층  | 1998년    | 해외에서는 테크노마트 21이라고 부른다.                                                            |
| 35=  | 디큐브시티                              |      | 구로구 신도림동   | 189m | 41층  | 2011년    | [ 93 ] [ 94 ] [ 95 ]                                                                              |
| 37=  | G타워                                   |      | 구로구 구로동     | 186m | 39층  | 2020년    | [ 96 ]                                                                                            |
| 37=  | 서울국제금융센터 A동                    |      | 영등포구 여의도동 | 186m | 32층  | 2012년    | [ 97 ] [ 98 ] [ 99 ]                                                                              |
| 37=  | 목동 트라팰리스 타워 A동                |      | 양천구 목동       | 186m | 49층  | 2009년    | [ 100 ] [ 101 ] [ 102 ]                                                                           |
| 40=  | 청량리역 롯데캐슬 SKY-L65 랜드마크 타워 |      | 동대문구 전농동   | 185m | 42층  | 2023년    | [ 103 ]                                                                                           |
| 40=  | 상봉 프레미어스 엠코 C동                |      | 중랑구 상봉동     | 185m | 48층  | 2013년    | [ 104 ] [ 105 ] [ 106 ]                                                                           |
| 42=  | 트리마제 103동                          |      | 성동구 성수동     | 184m | 45층  | 2017년    | [ 107 ] [ 108 ] [ 109 ]                                                                           |
| 42=  | 트리마제 104동                          |      | 성동구 성수동     | 184m | 47층  | 2017년    | [ 110 ] [ 111 ] [ 112 ]                                                                           |
| 44=  | 파르나스 타워                           |      | 강남구 삼성동     | 183m | 40층  | 2016년    | [ 113 ] [ 114 ] [ 115 ]                                                                           |
| 44=  | 디큐브시티 아파트 A동                   |      | 구로구 신도림동   | 183m | 51층  | 2011년    | [ 116 ] [ 117 ] [ 118 ]                                                                           |
| 44=  | 디큐브시티 아파트 B동                   |      | 구로구 신도림동   | 183m | 51층  | 2011년    | [ 119 ] [ 120 ] [ 121 ]                                                                           |
| 47=  | 청량리 동부청과 한양수자인 104동        |      | 동대문구 전농동   | 182m | 56층  | 2023년    | [ 122 ]                                                                                           |
| 47=  | 목동 트라팰리스 타워 C동                |      | 양천구 목동       | 182m | 48층  | 2009년    | [ 123 ] [ 124 ] [ 125 ]                                                                           |
| 47=  | 센터포인트 웨스트                       |      | 구로구 신도림동   | 182m | 40층  | 2008년    | [ 126 ] [ 127 ] [ 128 ]                                                                           |
| 50=  | 메세나폴리스 101동                      |      | 마포구 서교동     | 180m | 39층  | 2012년    | [ 129 ] [ 130 ] [ 131 ]                                                                           |
| 50=  | 메세나폴리스 102동                      |      | 마포구 서교동     | 180m | 39층  | 2012년    | [ 132 ] [ 133 ] [ 134 ]                                                                           |
| 50=  | 세아타워                                |      | 마포구 서교동     | 180m | 34층  | 2012년    | [ 135 ] [ 136 ]                                                                                   |
| 53=  | 청량리 동부청과 한양수자인 102동        |      | 동대문구 전농동   | 179m | 55층  | 2023년    | [ 137 ]                                                                                           |
| 53=  | 삼성동 아이파크 타워 이스트윙동         |      | 강남구 삼성동     | 179m | 45층  | 2002년    | [ 138 ] [ 139 ] [ 73 ]                                                                            |
| 55=  | 더클래식500 B동                         |      | 광진구 자양동     | 177m | 40층  | 2009년    | [ 140 ] [ 141 ] [ 142 ]                                                                           |
| 56=  | 더샵스타시티 C동                        |      | 광진구 자양동     | 177m | 50층  | 2006년    | [ 143 ] [ 144 ] [ 145 ]                                                                           |
| 57=  | 아셈 타워                               |      | 강남구 삼성동     | 176m | 41층  | 2000년    | [ 146 ] [ 147 ] [ 148 ]                                                                           |
| 57=  | 서울국제금융센터 B동                    |      | 영등포구 여의도동 | 176m | 29층  | 2012년    | [ 149 ] [ 150 ] [ 151 ]                                                                           |
| 59=  | 래미안 강동 팰리스 타워 101동           |      | 강동구 천호동     | 175m | 45층  | 2017년    | [ 152 ] [ 153 ] [ 154 ]                                                                           |
| 59=  | 래미안 강동 팰리스 타워 102동           |      | 강동구 천호동     | 175m | 45층  | 2017년    | [ 155 ] [ 156 ] [ 157 ]                                                                           |
| 59=  | 래미안 강동 팰리스 타워 103동           |      | 강동구 천호동     | 175m | 45층  | 2017년    | [ 158 ] [ 159 ] [ 160 ]                                                                           |
| 62   | 보라매 쉐르빌                           |      | 동작구 신대방동   | 174m | 49층  | 2002년    | [ 161 ] [ 162 ] [ 163 ]                                                                           |
| 63=  | GS타워                                  |      | 강남구 역삼동     | 173m | 38층  | 1999년    | 외국에서는 LG 강남타워(LG Gangnam Tower)라고 부르지만 과거에도 그렇게 불렀다.                     |
| 63=  | 더샵스타시티 D동                        |      | 광진구 자양동     | 173m | 45층  | 2006년    | [ 167 ] [ 168 ] [ 169 ]                                                                           |
| 65=  | 한화 갤러리아 포레 타워 101동           |      | 성동구 성수동     | 172m | 45층  | 2011년    | [ 170 ] [ 171 ] [ 172 ]                                                                           |
| 65=  | 한화 갤러리아 포레 타워 102동           |      | 성동구 성수동     | 172m | 45층  | 2011년    | [ 173 ] [ 174 ] [ 175 ]                                                                           |
| 67=  | 브라이튼 여의도 아파트 A동              |      | 영등포구 여의도동 | 168m | 49층  | 2023년    | [ 176 ]                                                                                           |
| 67=  | 브라이튼 여의도 아파트 B동              |      | 영등포구 여의도동 | 168m | 49층  | 2023년    | [ 177 ]                                                                                           |
| 67=  | 브라이튼 여의도 오피스텔                |      | 영등포구 여의도동 | 168m | 49층  | 2023년    | [ 178 ]                                                                                           |
| 67=  | 앵커원                                  |      | 영등포구 여의도동 | 168m | 32층  | 2023년    | [ 179 ]                                                                                           |
| 67=  | 현대 41 타워                            |      | 양천구 목동       | 168m | 41층  | 2001년    | [ 180 ] [ 181 ] [ 182 ]                                                                           |
| 67=  | 아카데미 스위트 타워                    |      | 강남구 도곡동     | 168m | 51층  | 2004년    | [ 183 ] [ 184 ] [ 185 ]                                                                           |
| 73   | 래미안 첼리투스 102동                   |      | 용산구 이촌동     | 166m | 42층  | 2015년    | [ 48 ] [ 186 ] [ 187 ]                                                                            |
| 74   | 삼성 타워팰리스 1차 D동                 |      | 강남구 도곡동     | 164m | 42층  | 2002년    | [ 188 ] [ 189 ] [ 190 ]                                                                           |
| 75=  | 아크로빌 타워 1동                       |      | 강남구 도곡동     | 163m | 46층  | 1999년    | [ 191 ] [ 192 ] [ 193 ]                                                                           |
| 75=  | 아크로빌 타워 2동                       |      | 강남구 도곡동     | 163m | 46층  | 1999년    | [ 194 ] [ 195 ] [ 196 ]                                                                           |
| 77=  | 목동 트라팰리스 타워 B동                |      | 양천구 목동       | 163m | 42층  | 2009년    | [ 197 ] [ 198 ] [ 199 ]                                                                           |
| 77=  | 청량리 동부청과 한양수자인 103동        |      | 동대문구 전농동   | 163m | 50층  | 2023년    | [ 200 ]                                                                                           |
| 79   | 현대 슈퍼빌 A동                         |      | 서초구 서초동     | 162m | 46층  | 2003년    | [ 201 ] [ 202 ] [ 203 ]                                                                           |
| 80=  | 씨드큐브 창동                           |      | 도봉구 창동       | 160m | 49층  | 2023년    | [ 204 ]                                                                                           |
| 80=  | 목동 트라팰리스 타워 D동                |      | 양천구 목동       | 160m | 41층  | 2009년    | [ 205 ] [ 206 ] [ 207 ]                                                                           |
| 80=  | SK서린빌딩                              |      | 종로구 서린동     | 160m | 36층  | 1999년    | [ 208 ] [ 209 ] [ 210 ]                                                                           |
| 83=  | 상봉 프레미어스 엠코 A동                |      | 중랑구 상봉동     | 159m | 43층  | 2013년    | [ 211 ] [ 212 ] [ 213 ]                                                                           |
| 83=  | 상봉 프레미어스 엠코 B동                |      | 중랑구 상봉동     | 159m | 43층  | 2013년    | [ 214 ] [ 215 ] [ 216 ]                                                                           |
| 85=  | 센터필드 웨스트타워                     |      | 강남구 역삼동     | 158m | 36층  | 2020년    | [ 217 ] [ 218 ]                                                                                   |
| 85=  | 센터필드 이스트타워                     |      | 강남구 역삼동     | 158m | 35층  | 2020년    | [ 217 ] [ 218 ]                                                                                   |
| 87   | 디타워 서울포레스트                     |      | 성동구 성수동     | 157m | 33층  | 2021년    | [ 219 ]                                                                                           |
| 88=  | 여의도 포스트 타워                      |      | 영등포구 여의도동 | 156m | 33층  | 2020년    | [ 220 ]                                                                                           |
| 88=  | 두산타워                                |      | 중구 을지로6가    | 156m | 34층  | 1999년    | [ 221 ] [ 222 ] [ 223 ]                                                                           |
| 90=  | 용산 푸르지오 써밋 오피스 빌딩          |      | 용산구 한강로2가  | 155m | 39층  | 2017년    | [ 224 ] [ 225 ]                                                                                   |
| 90=  | 상봉 듀오트리스 동관 타워               |      | 중랑구 상봉동     | 155m | 41층  | 2016년    | [ 226 ] [ 227 ] [ 228 ]                                                                           |
| 90=  | 상봉 듀오트리스 서관 타워               |      | 중랑구 상봉동     | 155m | 41층  | 2016년    | [ 229 ] [ 230 ] [ 231 ]                                                                           |
| 90=  | 더샵스타시티 B동                        |      | 광진구 자양동     | 155m | 35층  | 2006년    | [ 232 ] [ 233 ] [ 234 ]                                                                           |
| 90=  | 영등포 SK 리더스 뷰 1동                 |      | 영등포구 문래동   | 155m | 40층  | 2007년    | [ 235 ]                                                                                           |
| 95=  | 에스트레뉴 타워                         |      | 영등포구 여의도동 | 154m | 36층  | 2009년    | 여의도에서 가장 높은 오피스텔이다.                                                                |
| 95=  | 브라운스톤 서울 101동                   |      | 중구 중림동       | 154m | 39층  | 2006년    | [ 239 ] [ 240 ] [ 241 ]                                                                           |
| 95=  | DB금융센터                              |      | 강남구 대치동     | 154m | 35층  | 2001년    | [ 242 ] [ 243 ] [ 244 ]                                                                           |
| 98   | 영등포 SK 리더스 뷰 2동                 |      | 영등포구 문래동   | 152m | 40층  | 2007년    | [ 235 ]                                                                                           |
| 99=  | 여의도 리첸시아 타워 A동                |      | 영등포구 여의도동 | 151m | 40층  | 2003년    | [ 245 ] [ 246 ] [ 247 ]                                                                           |
| 99=  | 포스코센터 동관동                       |      | 강남구 대치동     | 151m | 31층  | 1995년    | [ 248 ]                                                                                           |
| 101= | 센트럴파크타워                          |      | 용산구 한강로3가  | 150m | 34층  | 2020년    | [ 249 ]                                                                                           |
| 101= | 서울숲 더샵 101동                       |      | 성동구 행당동     | 150m | 42층  | 2014년    | [ 250 ] [ 251 ]                                                                                   |
| 101= | 서울숲 더샵 102동                       |      | 성동구 행당동     | 150m | 40층  | 2014년    | [ 252 ]                                                                                           |
| 101= | 용산 푸르지오 써밋 아파트               |      | 용산구 한강로2가  | 150m | 38층  | 2017년    | [ 253 ] [ 254 ]                                                                                   |
| 101= | KCC 웰츠타워 A동                        |      | 용산구 문배동     | 150m | 39층  | 2015년    | [ 255 ]                                                                                           |
| 101= | KCC 웰츠타워 B동                        |      | 용산구 문배동     | 150m | 39층  | 2015년    | [ 256 ]                                                                                           |
| 101= | KDB생명타워                             |      | 용산구 동자동     | 150m | 30층  | 2013년    | [ 257 ]                                                                                           |
| 101= | 센트레빌 아스테리움 서울 A동            |      | 용산구 동자동     | 150m | 35층  | 2013년    | [ 258 ]                                                                                           |
| 101= | 센트레빌 아스테리움 서울 B동            |      | 용산구 동자동     | 150m | 35층  | 2013년    | [ 259 ]                                                                                           |
| 101= | 갤러리아 팰리스 타워 A동                |      | 송파구 잠실동     | 150m | 46층  | 2005년    | [ 260 ] [ 261 ] [ 262 ]                                                                           |
| 101= | 갤러리아 팰리스 타워 B동                |      | 송파구 잠실동     | 150m | 46층  | 2003년    | [ 263 ] [ 264 ] [ 265 ]                                                                           |
| 101= | 갤러리아 팰리스 타워 C동                |      | 송파구 잠실동     | 150m | 46층  | 2003년    | [ 266 ] [ 267 ] [ 268 ]                                                                           |
| 101= | 코업 스타클래스 타워 A동                |      | 성북구 하월곡동   | 150m | 41층  | 2010년    | [ 269 ] [ 270 ]                                                                                   |
| 101= | 래미안 첼리투스 103동                   |      | 용산구 이촌동     | 150m | 36층  | 2015년    | [ 48 ] [ 271 ] [ 272 ]                                                                            |
| 101= | 삼성SDS타워                             |      | 송파구 잠실동     | 150m | 30층  | 2014년    | [ 273 ]                                                                                           |
| 101= | 향군타워                                |      | 송파구 잠실동     | 150m | 30층  | 2014년    | [ 274 ]                                                                                           |
| 101= | 잠실 푸르지오 월드마크 1동              |      | 송파구 잠실동     | 150m | 39층  | 2013년    | [ 275 ]                                                                                           |
| 101= | 잠실 푸르지오 월드마크 2동              |      | 송파구 잠실동     | 150m | 39층  | 2013년    | [ 276 ]                                                                                           |
| 101= | 남산 트라팰리스                         |      | 중구 회현동       | 150m | 37층  | 2010년    | [ 277 ]                                                                                           |
| 101= | T타워                                   |      | 중구 회현동       | 150m | 28층  | 2013년    | [ 278 ]                                                                                           |
| 101= | 삼성생명 빌딩                           |      | 서초구 서초동     | 150m | 34층  | 2007년    | A동은 삼성생명 빌딩이다.                                                                          |
| 101= | 더 에셋                                 |      | 서초구 서초동     | 150m | 32층  | 2007년    | B동은 더 에셋 빌딩이다.                                                                           |
| 101= | 강동역 신동아 파밀리에 A동              |      | 강동구 천호동     | 150m | 41층  | 2015년    | [ 283 ]                                                                                           |
| 101= | 강동역 신동아 파밀리에 B동              |      | 강동구 천호동     | 150m | 41층  | 2015년    | [ 284 ]                                                                                           |
| 101= | 트윈시티 남산타워 A동                   |      | 용산구 동자동     | 150m | 30층  | 2015년    | [ 285 ]                                                                                           |
| 101= | 트윈시티 남산타워 B동                   |      | 용산구 동자동     | 150m | 29층  | 2015년    | [ 286 ]                                                                                           |
| 101= | 래미안 용산 타워 1동                    |      | 용산구 한강로동   | 150m | 40층  | 2017년    | [ 287 ] [ 288 ]                                                                                   |
| 101= | 래미안 용산 타워 2동                    |      | 용산구 한강로동   | 150m | 40층  | 2017년    | [ 289 ] [ 290 ]                                                                                   |
| 101= | 이스트 센트럴 타워                      |      | 강동구 천호동     | 150m | 36층  | 2017년    | [ 291 ] [ 292 ] [ 293 ]                                                                           |
| 101= | 서울드래곤시티                          |      | 용산구 한강로동   | 150m | 40층  | 2017년    | [ 294 ]                                                                                           |
| 101= | 롯데호텔 서울                           |      | 중구 소공동       | 150m | 37층  | 1981년    | [ 295 ]                                                                                           |

## 구조물
서울의 구조물에는 N서울타워가 있다.
| 이름      | 사진 | 위치             | 높이 | 층수 | 완공 연도 | 비고                                                                                    |
| --------- | ---- | ---------------- | ---- | ---- | --------- | --------------------------------------------------------------------------------------- |
| N서울타워 |      | 용산구 용산동2가 | 237m | 8층  | 1975년    | 1973년에 부산타워가 완공되고 그 2년 뒤에 대한민국에서 가장 높은 N서울타워가 완공되었다. |

## 미완공 마천루

### 공사중인 마천루
이 목록은 서울특별시에서 공사가 진행중인 마천루이다.
| 이름                        | 상태     | 위치              | 높이 | 층수  | 완공 예정   | 비고 |
| --------------------------- | -------- | ----------------- | ---- | ----- | ----------- | --- |
| 글로벌비즈니스센터          | 공사중단 | 강남구 삼성동     | 569m | 105층 | 2030년      | 그룹의 강남구에 이어 서울에서 가장 높은 빌딩이다. 소속 그룹 롯데월드타워에 이어 대한민국에서 가장 높은 곳으로 가본다. 이 569미터, 1866피트 재설계는 타워 105층과 35층은 취소되었다. 강남구에 55층 이상 마천루를 추진했는데 55층 이하 마천루를 추진하고 있다. 완공되면 서울특별시 강남구에서 가장 높은 사무용 건물이 된다. 그리고 현대그룹 등 기업들이 입주한다. 그리고 현대그룹 등 기업들이 입주한다. 그리고 현대그룹 등 기업들이 입주한다. |
| 앙사나 레지던스 여의도 서울 | 공사중   | 영등포구 여의도동 | 249m | 57층  | 2026년 10월 | [ 301 ] |
| 현대차 컨벤션 호텔          | 공사중단 | 강남구 삼성동     | 193m | 35층  | 2028년      | 완공되면 대한민국에서 가장 높은 호텔이 된다. 완공되면 서울특별시에서 가장 높은 호텔이 된다. 완공되면 서울특별시 강남구에서 가장 높은 호텔이 된다. 서울특별시 강남구에 지어지는 193m 이상 호텔이다. |

### 계획중인 마천루
이 목록은 현재 서울특별시에서 계획이 진행중인 마천루이다.
| 이름                             | 위치              | 높이 | 층수 | 완공 예정 | 비고                  |
| -------------------------------- | ----------------- | ---- | ---- | --------- | --------------------- |
| 역삼동 상록회관 재건축           | 강남구 역삼동     | 452m | 88층 | -         | [ 303 ]               |
| 뉴 트레이드 타워                 | 송파구 잠실동     | 300m | 70층 | -         | [ 304 ]               |
| 리버사이드호텔                   | 서초구 잠원동     | 280m | 47층 | 2028년    | [ 305 ]               |
| 서초 롯데타운                    | 서초구 서초동     | 249m | 47층 | -         | [ 306 ] [ 307 ]       |
| 노량진 복합리조트                | 동작구 노량진동   | 225m | 52층 | -         | [ 308 ] [ 309 ]       |
| 여의도 시범아파트 재건축 1       | 영등포구 여의도동 | 199m | 65층 | -         |                       |
| 여의도 시범아파트 재건축 2       | 영등포구 여의도동 | 199m | 65층 | -         |                       |
| 뚝섬 부영아파트 A동              | 성동구 성수동     | 199m | 49층 | -         |                       |
| 뚝섬 부영아파트 B동              | 성동구 성수동     | 199m | 49층 | -         |                       |
| 뚝섬 부영호텔                    | 성동구 성수동     | 199m | 49층 | -         | [ 310 ]               |
| 보문5구역 재개발                 | 성북구 보문동     | 178m | 50층 | -         | 보문5구역 재개발이다. |
| 노량진 호텔                      | 동작구 노량진동   | 156m | 41층 | -         |                       |
| 잠실주공5단지 재건축 아파트      | 송파구 잠실동     | -    | 70층 | -         | [ 311 ]               |
| 이촌 자이더리버                  | 용산구 이촌동     | -    | 68층 | -         |                       |
| 용두1-6구역 재개발               | 동대문구 용두동   | -    | 61층 | -         |                       |
| 서울혁신파크 랜드마크 타워       | 은평구 녹번동     | -    | 60층 | -         |                       |
| 목동 신시가지아파트 5단지 재건축 | 양천구 목동       | -    | 59층 | -         |                       |
| 목동 신시가지아파트 6단지 재건축 | 양천구 목동       | -    | 49층 | -         |                       |
| 광운대역세권 복합빌딩            | 노원구 월계동     | -    | 49층 | -         |                       |

### 승인 또는 제안된 마천루
이 목록은 서울특별시에서 건설이 승인 또는 제안된 167m 이상의 마천루이다.
| 이름                               | 위치              | 높이 | 층수 | 완공 예정 | 비고 |
| ---------------------------------- | ----------------- | ---- | ---- | --------- | ---- |
| 서초 롯데타운                      | 서초구 서초동     | 250m | 60층 | -         | 승인 |
| 세운 재정비 촉진지구 3-8·9구역     | 중구 을지로동     | 203m | 41층 | 2028년    | 제안 |
| 강남 르메르디앙 호텔 부지 개발 1   | 강남구 역삼동     | 195m | 31층 | -         | 제안 |
| 강남 르메르디앙 호텔 부지 개발 2   | 강남구 역삼동     | 195m | 31층 | -         | 제안 |
| 세운 재정비 촉진지구 3-2구역       | 중구 을지로동     | 193m | 36층 | 2028년    | 제안 |
| 세운 재정비 촉진지구 3-3구역       | 중구 을지로동     | 193m | 36층 | 2028년    | 제안 |
| 세운 재정비 촉진지구 3-9·10구역    | 중구 을지로동     | 186m | 41층 | 2028년    | 제안 |
| 세운 재정비 촉진지구 5-1·3구역     | 중구 을지로동     | 169m | 37층 | 2028년    | 제안 |
| 세운 재정비 촉진지구 6-4-22·23구역 | 중구 예관동       | 167m | 33층 | 2028년    | 제안 |
| 여의도 서울아파트 재건축 1         | 영등포구 여의도동 | -    | 77층 | -         | 제안 |
| 여의도 서울아파트 재건축 2         | 영등포구 여의도동 | -    | 77층 | -         | 제안 |

### 취소된 마천루
이 목록은 서울특별시에서 건설이 취소된 마천루이다.
| 이름                             | 위치              | 높이   | 층수  | 비고                                                      |
| -------------------------------- | ----------------- | ------ | ----- | --------------------------------------------------------- |
| 금융관광허브빌딩                 | 중구 을지로5가    | 1,300m | 220층 | 완공되면 세계에서 가장 높은 마천루가 되지만 취소되었다.   |
| 코레일 타워                      | 용산구 이촌동     | 655m   | 150층 |                                                           |
| 디지털 미디어 시티 랜드마크 빌딩 | 마포구 상암동     | 640m   | 133층 |                                                           |
| 트리플 원                        | 용산구 이촌동     | 621m   | 111층 | 용산계발계획이 좌초되면서 무산되었다.                     |
| 그린 게이트 웨이 타워 1          | 강남구 삼성동     | 600m   | 113층 |                                                           |
| 롯데월드 2 호텔                  | 송파구 잠실동     | 555m   | 112층 |                                                           |
| 21세기 파이낸스 센터             | 영등포구 여의도동 | 450m   | 101층 |                                                           |
| 한강 시티타워                    | 용산구 이촌동     | 517m   | 120층 |                                                           |
| 밀레니엄타워 130                 | 마포구 상암동     | 510m   | 130층 |                                                           |
| 21세기 여의도 금융센터           | 영등포구 여의도동 | 450m   | 101층 | 여의도 개발방식 변경                                      |
| 삼성 시너지 타워                 | 강남구 도곡동     | 450m   | 111층 | (도곡동 주민 반발, IMF사태로 인해 취소) 타워팰리스로 대체 |
| 댄싱 드래곤 타워 1               | 용산구 이촌동     | 446m   | 88층  |                                                           |
| 부티크 오피스텔 A동              | 용산구 이촌동     | 440m   | 88층  | 용산국제업무지구 사업 좌초                                |
| 그린 게이트 웨이 타워 2          | 강남구 삼성동     | 400m   | 75층  |                                                           |
| 블럭 H                           | 용산구 이촌동     | 386m   | 73층  |                                                           |
| 고급호텔 & 호텔 레지던스         | 용산구 이촌동     | 385m   | 62층  | 용산국제업무지구 사업 좌초                                |
| 부티크 오피스텔 B동              | 용산구 이촌동     | 378m   | 77층  | 용산국제업무지구 사업 좌초                                |
| 댄싱 드래곤 타워 2               | 용산구 이촌동     | 378m   | 77층  |                                                           |
| 다이아고널 타워                  | 용산구 이촌동     | 362m   | 64층  | 용산국제업무지구 사업 좌초                                |
| 용산 랜드마크 타워               | 용산구 이촌동     | 350m   | 100층 |                                                           |
| 스카이워크 레지던스              | 용산구 이촌동     | 333m   | 52층  |                                                           |
| 용산국제업무지구 펜토미니엄 1    | 용산구 이촌동     | 319m   | 59층  |                                                           |
| 용산국제업무지구 펜토미니엄 2    | 용산구 이촌동     | 319m   | 59층  |                                                           |
| 더 클라우드 1                    | 용산구 이촌동     | 300m   | 70층  |                                                           |
| 블레이드 타워                    | 용산구 이촌동     | 293m   | 56층  |                                                           |
| 더 클라우드 2                    | 용산구 이촌동     | 260m   | 54층  |                                                           |
| 하모니 타워                      | 용산구 이촌동     | 243m   | 47층  |                                                           |
| 그린 게이트 웨이 타워 3          | 강남구 삼성동     | 235m   | 50층  |                                                           |
| 크로스 타워 A                    | 용산구 이촌동     | 215m   | 50층  |                                                           |
| 크로스 타워 B                    | 용산구 이촌동     | 215m   | 46층  |                                                           |
| 한화 빌딩                        | 중구 장교동       | 200m   | 52층  | [ 318 ]                                                   |
| 산들바람 A                       | 용산구 이촌동     | 189m   | 50층  |                                                           |
| 산들바람 B                       | 용산구 이촌동     | 189m   | 50층  |                                                           |
| 산들바람 C                       | 용산구 이촌동     | 189m   | 46층  |                                                           |
| 댄싱 타워 A                      | 용산구 이촌동     | 188m   | 47층  |                                                           |
| 댄싱 타워 B                      | 용산구 이촌동     | 188m   | 47층  |                                                           |
| 댄싱 타워 C                      | 용산구 이촌동     | 188m   | 47층  |                                                           |
| 갤러리아 포레스트 타워 1         | 성동구 성수동     | 170m   | 45층  | [ 319 ]                                                   |
| 갤러리아 포레스트 타워 2         | 성동구 성수동     | 170m   | 45층  | [ 320 ]                                                   |
| 아카데미 타워                    | 용산구 이촌동     | 160m   | 25층  |                                                           |
| 외국인전용 임대 아파트           | 용산구 이촌동     | 159m   | 35층  |                                                           |
| 서울역컨벤션센터                 | 중구 봉래동2가    | -      | 40층  |                                                           |

## 역대 최고층 마천루
1969년부터 현재까지의 대한민국 서울특별시의 최고층 마천루 목록이다.
| 시기            | 이름                    | 사진 | 위치              | 높이 | 층수  | 완공 연도 | 비고 |
| --------------- | ----------------------- | ---- | ----------------- | ---- | ----- | --------- | --- |
| 1969년 ~ 1970년 | 한진빌딩                |      | 중구 소공동       | 82m  | 23층  | 1969년    | 완공 당시 이름은 KAL빌딩이다. 현재는 한진그룹 본사로 사용하고 있다.                                       |
| 1970년 ~ 1979년 | 31빌딩                  |      | 종로구 관철동     | 114m | 31층  | 1970년    | 63빌딩이 완공되기 전에는 31빌딩(삼일빌딩)이 완공이 되었다.                                                |
| 1979년 ~ 1985년 | 롯데호텔 서울           |      | 중구 소공동       | 138m | 38층  | 1979년    | 완공 당시 대한민국에서 가장 높은 호텔이 되었다.                                                           |
| 1985년 ~ 2003년 | 63빌딩                  |      | 영등포구 여의도동 | 249m | 61층  | 1985년    | 완공 당시부터 1987년 싱가포르에 원 래플즈 플레이스가 건설되기 전까지는 아시아에서 가장 높은 마천루이었다. |
| 2003년 ~ 2004년 | 목동 하이페리온 101동   |      | 양천구 목동       | 256m | 69층  | 2003년    | 타워팰리스가 완공되기 전까지는 서울에서 가장 높은 아파트였다.                                             |
| 2004년 ~ 2012년 | 삼성 타워팰리스 3차 G동 |      | 강남구 도곡동     | 264m | 69층  | 2004년    | 서울 강남구에서 가장 높은 마천루이며 동시에 높은 아파트다.                                                |
| 2012년 ~ 2017년 | 서울국제금융센터 3IFC   |      | 영등포구 여의도동 | 279m | 55층  | 2012년    | A동의 높이는 185m, 층수는 32층, B동의 높이는 176m, 층수는 29층, C동의 높이는 285m인데 55층짜리 빌딩이다.  |
| 2017년 ~ 현재   | 롯데월드타워            |      | 송파구 신천동     | 555m | 123층 | 2017년    | 현재 서울에서 가장 높은 마천루이다.                                                                       |

## 갤러리

롯데월드타워
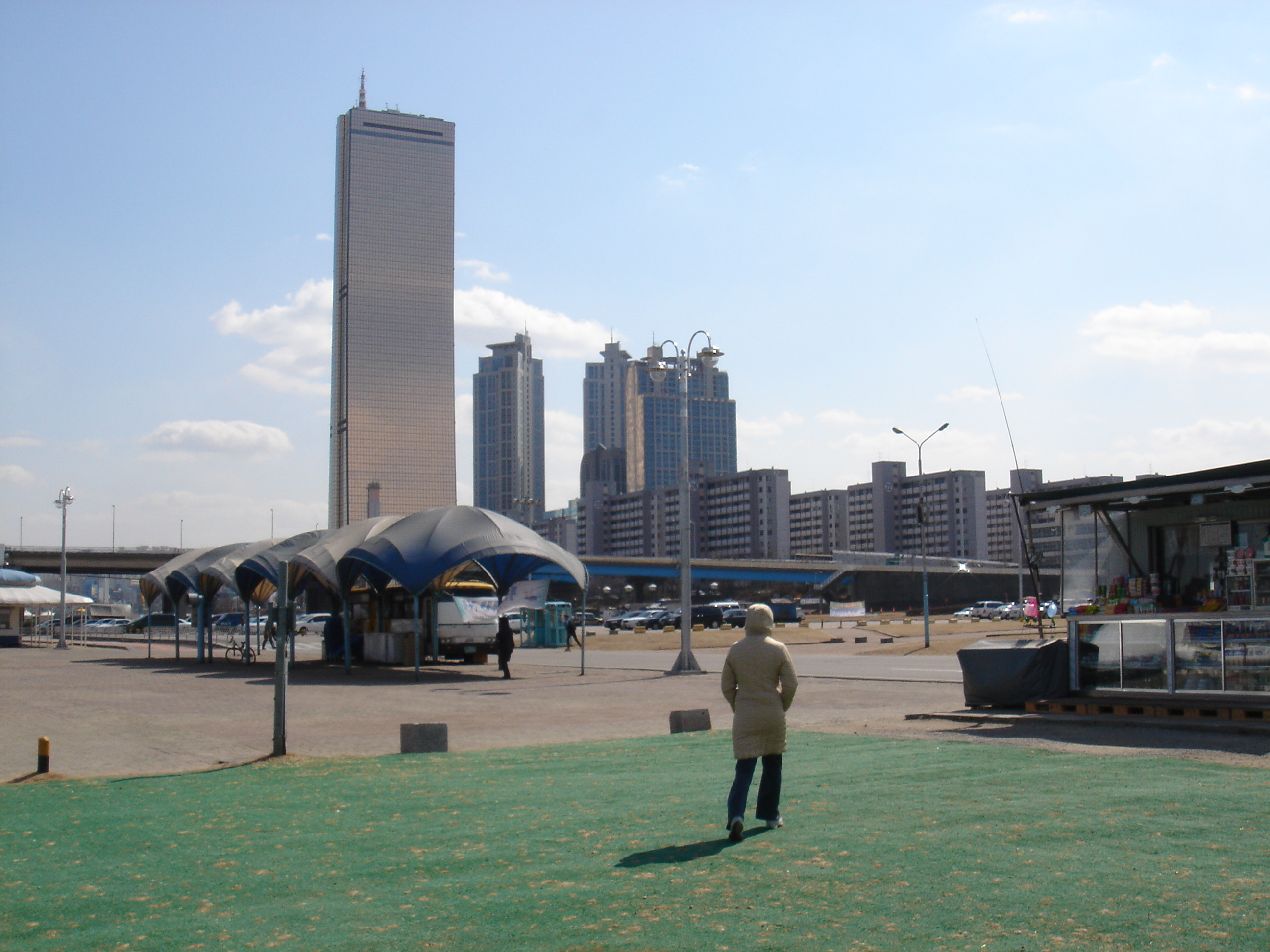
63빌딩
트레이드 타워
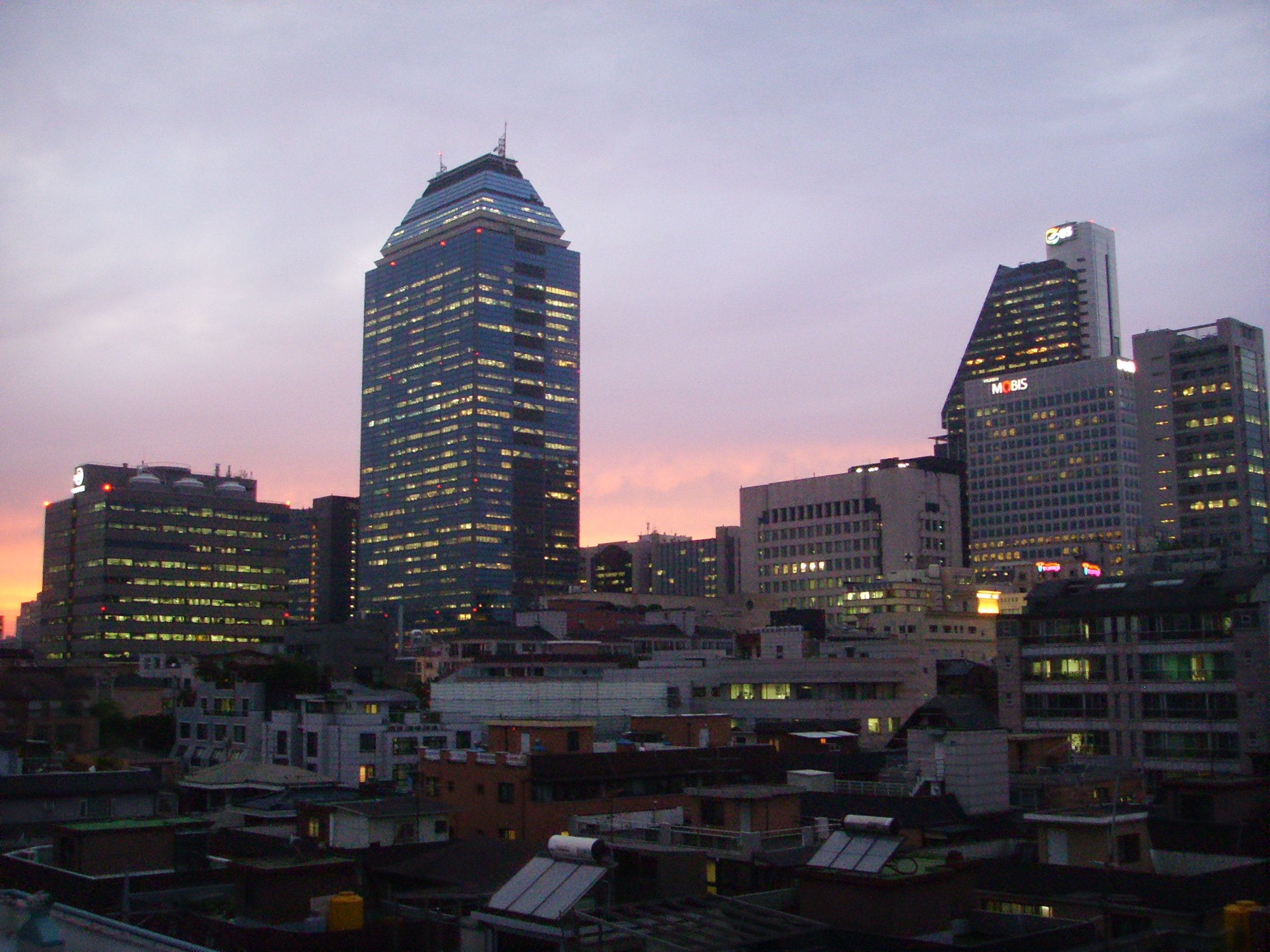
강남 파이낸스 센터
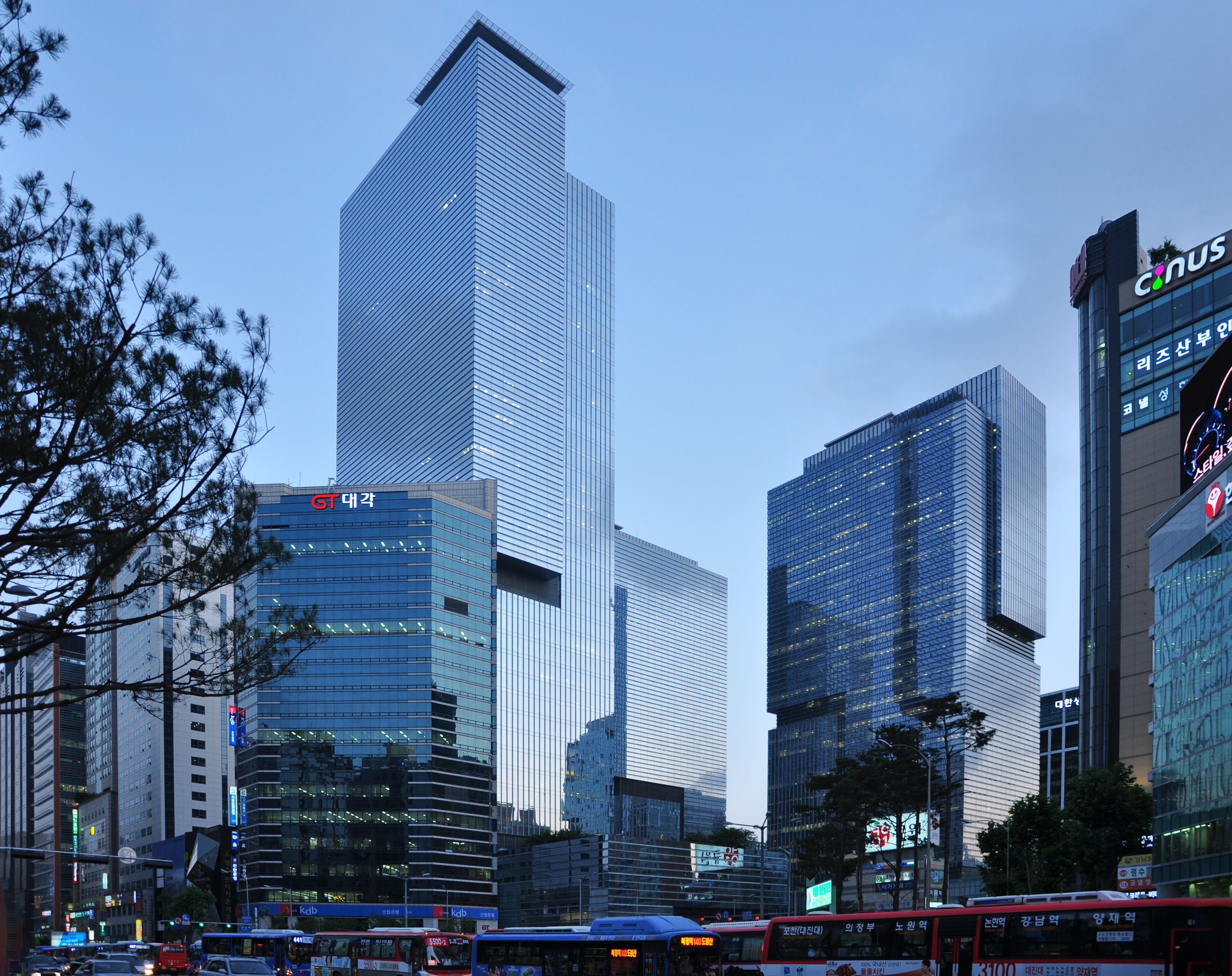
삼성타운
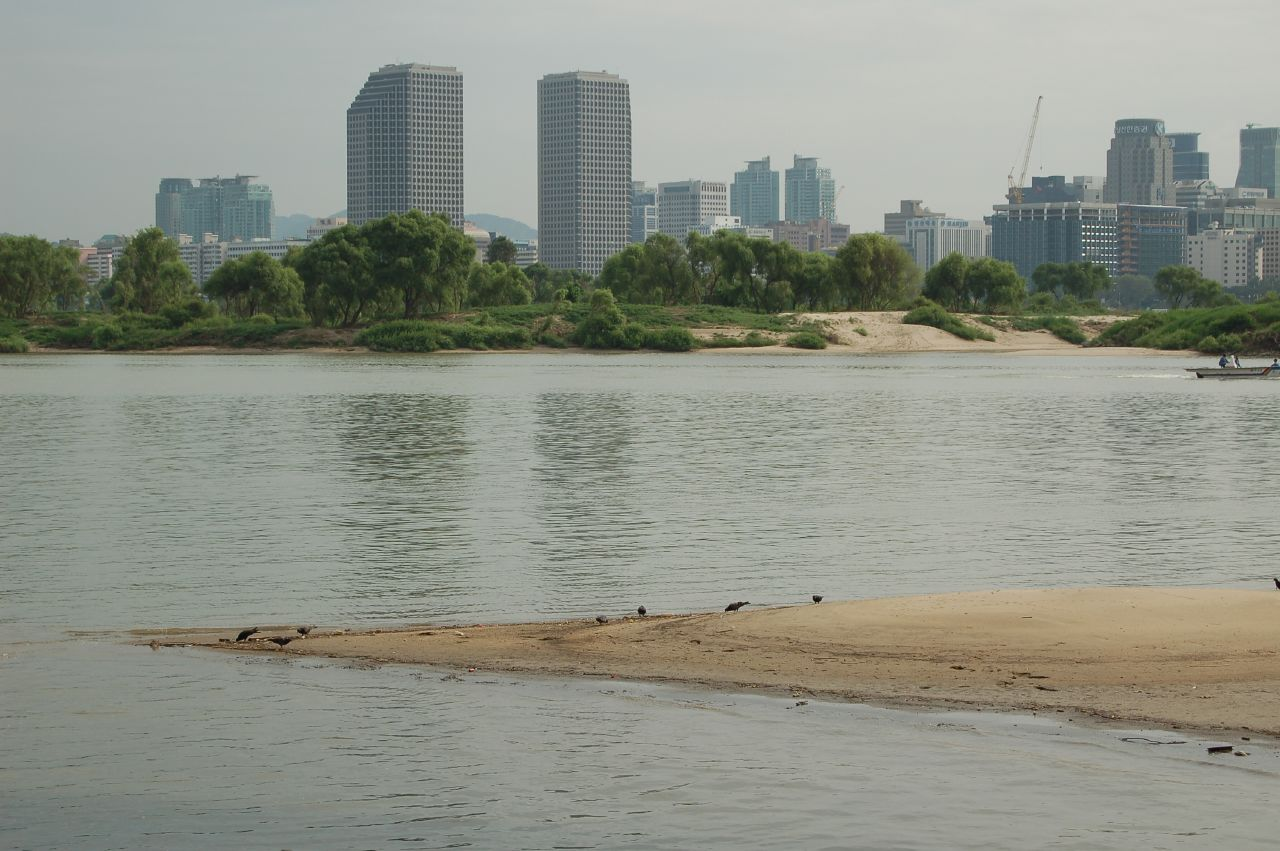
LG트윈타워
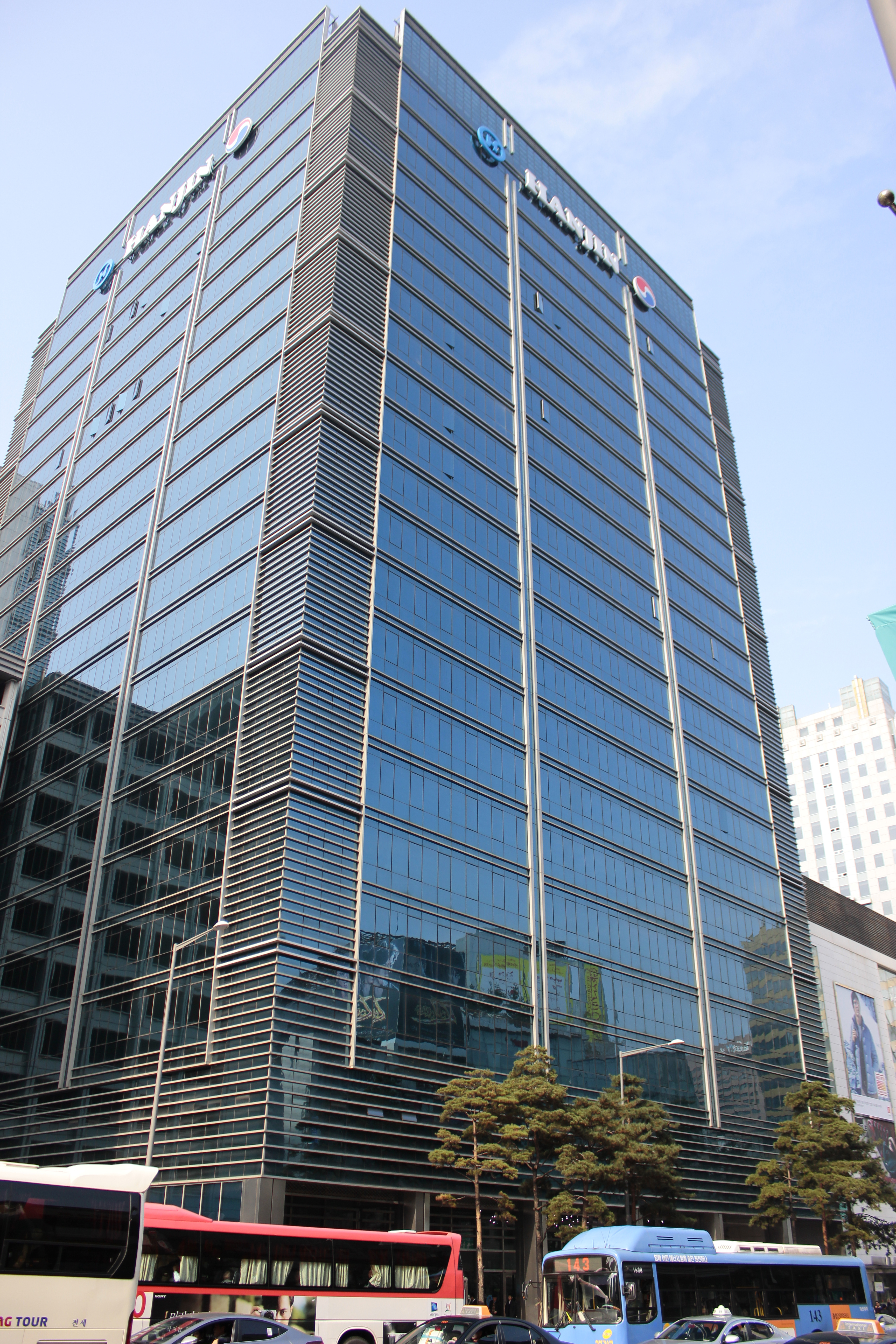
한진빌딩

## 같이 보기
- 서울특별시
- 마천루 목록
- 아시아의 마천루 목록
- 대한민국의 마천루 목록
- 서울 강남구의 마천루 목록
- 서울 송파구의 마천루 목록
- 서울 종로구의 마천루 목록
- 서울 중구의 마천루 목록
- 서울 영등포구의 마천루 목록
- 서울 양천구의 마천루 목록
- 서울 용산구의 마천루 목록
- 서울 서초구의 마천루 목록
- 서울 강동구의 마천루 목록